# Siniec (dopływ Kwisy)
Siniec (niem. Winterseiffen) – potok górski w południowo-zachodniej Polsce, w woj. dolnośląskim, w Górach Izerskich, lewy dopływ Kwisy, długość 2,2 km, źródła na wysokości ok. 1030 m n.p.m., ujście – ok. 620 m n.p.m..

## Opis
Wypływa z północnych zboczy Wysokiego Grzbietu Gór Izerskich, w obniżeniu między Przednią Kopą a Sinymi Skałkami. Płynie stromą dolinką wciętą w zbocze Wysokiego Grzbietu, łukiem - najpierw ku północnemu zachodowi, później ku północy, a w końcu ku północnemu wschodowi. Uchodzi do Kwisy powyżej Świeradowa.